# Saint-Gervais-les-Trois-Clochers
Saint-Gervais-les-Trois-Clochers ist eine Gemeinde mit 1.318 Einwohnern (Stand: 1. Januar 2022) im Département Vienne in der Region Nouvelle-Aquitaine im zentralen Westen Frankreichs. Sie gehört zum Kanton Châtellerault-2 (bis 2015: Kanton Saint-Gervais-les-Trois-Clochers) im Arrondissement Châtellerault.

## Geografie
Saint-Gervais-les-Trois-Clochers liegt etwa 13 Kilometer nordwestlich von Châtellerault am Veude im Pays Châtelleraudais. Umgeben wird Saint-Gervais-les-Trois-Clochers von den Nachbargemeinden Jaulnay im Norden, Mondion im Nordosten, Leigné-sur-Usseau im Osten, Usseau im Osten und Südosten, Thuré im Süden und Südosten, Sossais im Süden und Südwesten sowie Saint-Christophe im Westen und Nordwesten.

## Bevölkerungsentwicklung
| Jahr                      | 1962 | 1968 | 1975 | 1982 | 1990 | 1999 | 2006 | 2013 |
| Einwohner                 | 1443 | 1395 | 1290 | 1286 | 1187 | 1169 | 1286 | 1322 |
| Quelle: Cassini und INSEE |      |      |      |      |      |      |      |      |

## Sehenswürdigkeiten
- Kirche

## Persönlichkeiten
- Georges Gilles de la Tourette (1857–1904), Neurologe